# بخش آرتیگاس
بخش آرتیگاس (به لاتین: Artigas Department) یکی از بخش‌های اروگوئه است. بخش آرتیگاس ۷۳٬۳۷۸ نفر جمعیت دارد.